# Liste der Biografien/Walm
Liste der Biografien |
Portal Biografien |
Personensuche
# |
A |
B |
C |
D |
E |
F |
G |
H |
I |
J |
K |
L |
M |
N |
O |
P |
Q |
R |
S |
T |
U |
V |
W |
X |
Y |
Z |
?
 
Wa |
Wc |
Wd |
We |
Wh |
Wi |
Wj |
Wl |
Wn |
Wo |
Wr |
Ws |
Wt |
Wu |
Ww |
Wy |
Wz
 
Waa |
Wab |
Wac |
Wad |
Wae |
Waf |
Wag |
Wah |
Wai |
Waj |
Wak |
Wal |
Wam |
Wan |
Wao |
Wap |
Waq |
War |
Was |
Wat |
Wau |
Wav |
Waw |
Wax |
Way |
Waz
 
Wala |
Walb |
Walc |
Wald |
Wale |
Walf |
Walg |
Walh |
Wali |
Walj |
Walk |
Wall |
Walm |
Waln |
Walo |
Walp |
Walq |
Walr |
Wals |
Walt |
Walu |
Walw |
Waly |
Walz
Die Liste der Biografien führt alle Personen auf, die in der deutschsprachigen Wikipedia einen Artikel haben. Dieses ist eine Teilliste mit 11 Einträgen von Personen, deren Namen mit den Buchstaben „Walm“ beginnt.

## Walm

### Walma
- Walmann, Aleksander (* 1986), norwegischer Sänger
- Walmanns, Kathrin (* 1987), deutsche Fußballspielerin

### Walme
- Walmée, Jules, französischer Turner
- Walmer, Tim (* 1960), US-amerikanischer Beachvolleyballspieler

### Walms
- Walmsley, Emma (* 1969), britische Managerin
- Walmsley, Francis (1926–2017), britischer Geistlicher, römisch-katholischer Bischof des Militärordinariates von Großbritannien
- Walmsley, Hugh (1898–1985), britischer Offizier der Luftstreitkräfte des Vereinigten Königreichs
- Walmsley, Joan Walmsley, Baroness (* 1943), britische Politikerin
- Walmsley, Jon (* 1956), britischer Schauspieler und SynchronsprecherJon Walmsley (* 1956)

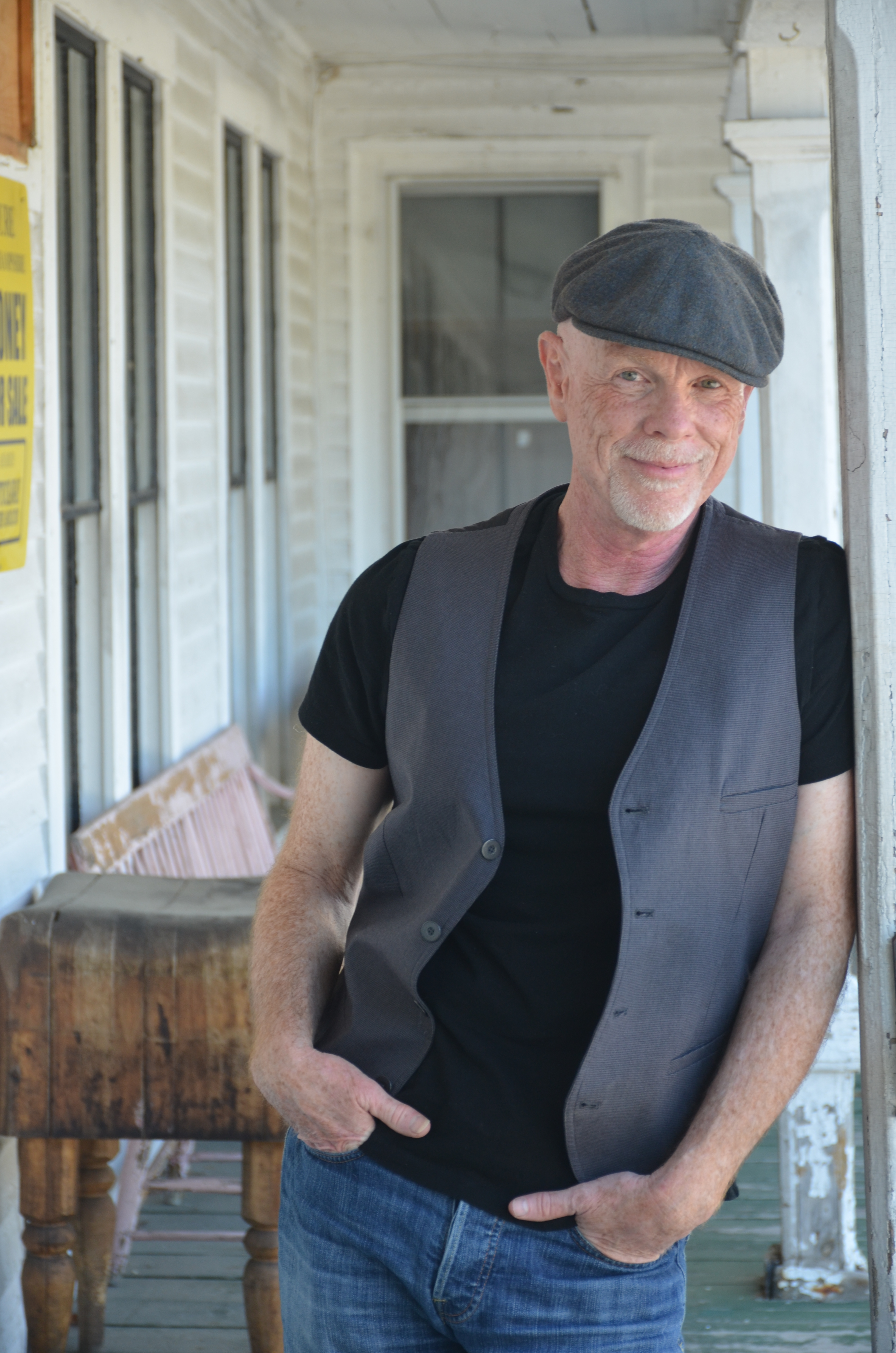
Jon Walmsley (* 1956)

- Walmsley, Robert (1941–2022), britischer Vizeadmiral und Industriemanager

### Walmu
- Walmu, König von Wilusa